# Dầu gấc
Dầu gấc là một loại dầu được chiết tách từ quả gấc.

## Thành phần
Dầu gấc tinh khiết có chứa Beta Caroten 150 mg%, Lycopen, Vitamin E(Alphatocopherol 12 mg%), rất nhiều chất béo thực vật như Oleic 14,4%; Linoleic 14,7%; Stearic 7,69%; Palmatic 33,38%... và các vi chất rất cần thiết cho cơ thể con người.
- Beta-Caroten (tiền Vitamin A): cao gấp 1,8 lần so với dầu gan cá thu, 10 lần so với cà rốt[3], là Beta-caroten thiên nhiên nên có tác dụng chống lão hóa mạnh, đồng thời bổ sung Vitamin A.
- Lycopen: Cao gấp 70 lần so với cà chua[3], đến mức có thể kết tinh thành tinh thể. Là chất Carotenoid có khả năng chống lão hóa, ngăn ngừa chứng nhồi máu cơ tim và bảo vệ Gene khỏi tổn thương.
- Vitamin E ở dạng α tocopherol: đây chính là vitamin E thiên nhiên nên có tác dụng mạnh hỗ trợ sự phát triển của cơ quan sình sản và làm đẹp da.
- Acid Linoleic (omega 6): Còn gọi là Vitamin F giúp bền vững thành mạch máu, ngăn ngừa các bệnh về tim mạch, giúp hạ cholesterol máu.
- Acid Oleic (Omega 9): giúp phát triển hệ thần kinh và các loại sợi có Myelin. Đặc biệt tốt cho bà mẹ mang thai và cho con bú, trẻ sơ sinh và trẻ nhỏ.
- Các nguyên tố vi lượng như: cobon, sắt, kẽm, selen,...
- Các nghiên cứu gần đây cũng cho thấy rằng hàm hượng protein trong gấc có tác dụng ngăn ngừa tế bào ung thư.[4]

## Công dụng của dầu gấc
- Tác dụng đối với mắt: phòng chữa khô mắt, thoái hóa hoàng điểm, giúp mắt sáng và khỏe (nhờ tác dụng của beta-caroten, tiền vitamin A).
- Trong massage: Phòng chữa sạm da, nám da, mụn trứng cá, da khô, da nổi sần, chóc vảy. Có tác dụng dưỡng da, bảo vệ da, giúp da luôn hồng hào, tươi trẻ và mịn màng. Phòng chữa rụng tóc, làm tóc mềm mại.
- Tăng sức đề kháng cho da, chống lại các tác nhân gây hại từ môi trường cho da như nắng nóng, khói bụi, ô nhiễm,... Mát xa Dầu Gấc đặc biệt phòng chống lão hóa da, ngăn hiện tượng cháy nắng và gìn giữ làn da khỏe mạnh. Beta-Caroten và Lycopen là các chất Carotenoid, loại chất chống oxy hóa thực vật có tác dụng dọn sạch thường xuyên các sản phẩm oxy hóa làm lão hóa da, gây ung thư da, gây các bệnh viêm nhiễm.
- Bên cạnh tác dụng của dầu gấc làm làn da trắng hồng rạng rỡ, các chấy carotenoid trong gấc còn giúp bảo vệ tim mạch và các gen trong cơ thể.
- Phòng chữa, ngăn ngừa chứng viêm và phá hủy DNA trong các tế bào da khi tiếp xúc ánh nắng. - Kích thích sinh ra lớp mô mới, làm vết thương mau lành, chữa các vết bỏng, vết loét, nứt...
- Một số nghiên cứu của các nhà nghiên cứu người Mỹ được công bố gần đây cho thấy các hợp chất của Beta-Caroten, Lycopen, Vitamin E... có trong dầu Gấc có tác dụng làm vô hiệu hóa 75% các chất gây ung thư nói chung như ung thư vú, ung thư tuyến tiền liệt.

## Sản xuất dầu gấc
Có rất nhiều quy trình sản xuất dầu gấc khác nhau như sấy khô, ép lạnh, sử dụng dung môi.
Quy trình sản xuất dầu gấc sấy khô: Gấc chín, bổ đôi → Sấy khô→ Tách bỏ hạt, giữ lại màng đỏ bao quanh hạt gấc → Bảo quản→ Chiết xuất dầu gấc → Lọc lấy dầu gấc → Kiểm tra, đóng can.
Dầu gấc sản xuất theo quy trình sấy khô tuy giá rẻ nhưng không đảm bảo yếu tố vi sinh, dễ làm mất lycopene và beta-carotene, hai loại chất quan trọng nhất trong dầu gấc.
Sử dụng dung môi và ép lạnh dầu gấc giúp bảo toàn lượng lycopene và beta-carotene trong gấc, tuy nhiên phương pháp dung môi đòi hỏi sự đầu tư quá lớn, khó tách dung môi ra khỏi dầu gấc làm dầu gấc không giữ được mùi gấc đặc trưng.

## Bảo quản
Để nơi khô ráo, thoáng mát. Tránh ánh sáng và nhiệt độ cao > 30 °C